# Neville Bannister
Neville Bannister (Brierfield, 21 luglio 1937) è un ex calciatore inglese, di ruolo attaccante.

## Caratteristiche tecniche
Era un'ala destra.

## Carriera
Bannister inizia a giocare nelle giovanili del Bolton, con cui nella stagione 1955-1956 all'età di 18 anni esordisce tra i professionisti, giocando 2 partite nella prima divisione inglese; nei due anni seguenti gioca prevalentemente con le riserve, salvo poi venire schierato da titolare nel vittorioso FA Charity Shield 1958, in cui il Bolton, vincitore della FA Cup 1957-1958, sconfigge con il punteggio di 4-1 i campioni d'Inghilterra in carica del Wolverhampton, grazie anche ad una rete e ad un assist dello stesso Bannister, che nel corso della stagione 1958-1959 gioca poi anche 11 partite in campionato. Le sue prime reti in prima divisione (3) arrivano invece nella First Division 1959-1960, nella quale gioca 12 partite; dopo aver segnato un'ulteriore rete nella sua unica presenza stagionale nel corso della stagione 1960-1961, viene ceduto in terza divisione al Lincoln City, club con il quale nell'arco di tre stagioni mette a segno complessivamente 16 reti in 68 partite di campionato giocate in questa categoria. Continua poi a giocare da professionista per un ulteriorie biennio, trascorso in quarta divisione con le maglie di Hartlepool Utd (41 presenze e 5 reti nella stagione 1964-1965) e Rochdale (19 presenze e 2 reti nella stagione 1965-1966); si ritira definitivamente nel 1968, all'età di 31 anni, dopo un biennio trascorso giocando a livello semiprofessionistico con la maglia del Fleetwood Town.
In carriera ha totalizzato complessivamente 154 presenze e 30 reti nei campionati della Football League.

## Palmarès

### Club

#### Competizioni nazionali
- Coppa d'Inghilterra: 1

Bolton: 1957-1958
- Charity Shield: 1

Bolton: 1958